# Вільям Маршалл (тенісист)
Вільям Маршалл (англ. William Marshall; 29 квітня 1849 — 24 січня 1921) — колишній британський тенісист.
Найвищим досягненням на турнірах Великого шолома був фінал в одиночному розряді.

## Фінали турнірів Великого шолома

### Одиночний розряд: 1 (1 поразка)
| Результат | Дата | Турнір               | Покриття | Суперник    | Рахунок       |
| --------- | ---- | -------------------- | -------- | ----------- | ------------- |
| Поразка   | 1877 | Вімблдонський турнір | Трава    | Спенсер Гор | 1–6, 2–6, 4–6 |